# Глазков, Георгий Петрович
Георгий Петрович Глазков (9 сентября 1911 года, Вологда — 25 мая 1993 года, Москва) — советский инженер-конструктор, Герой Социалистического Труда (1957).

## Биография
Георгий Петрович Глазков родился 9 сентября 1911 года в Вологде. Вскоре семья переехала в Санкт-Петербург. Окончил среднюю школу, затем в 1935 году — Ленинградский электротехнический институт. После этого работал на Ленинградском телефонном заводе «Красная Заря», прошёл трудовой путь от инженера до начальника подотдела Отдела главного конструктора. Являлся разработчиком первой советской телефонной станции, предназначенной для установки на корабли военно-морского флота.
В 1942 году Глазков был переведён на завод № 1 Народного комиссариата обороны СССР (впоследствии — Научно-исследовательский институт № 885) в качестве старшего инженера. В послевоенное время командировался в Германию, изучал местные достижения реактивной техники. Вернувшись из командировки, занял должность первого заместителя главного конструктора того же НИИ. Позднее руководил лабораторией, был заместителем начальника отдела, комплекса № 1, начальником отдела. Участвовал в разработке автоматических систем управления для ряда моделей ракет-носителей, а также для первого искусственного спутника Земли, запущенного СССР в 1957 году.
Закрытым Указом Президиума Верховного Совета СССР в 1957 году «за обеспечение полёта первого спутника Земли» Георгий Петрович Глазков был удостоен высокого звания Героя Социалистического Труда с вручением ордена Ленина и медали «Серп и Молот».
В 1958 году защитил докторскую диссертацию. В 1961—1967 годах[уточнить] Глазков работал заместителем председателя Государственного комитета СССР по радиоэлектронике, в 1967—1974 годах — главным инженером, заместителем главного конструктора Научно-исследовательского института автоматики и приборостроения. При его непосредственном участии разрабатывались системы автоматического управления для различных типов баллистических ракет, космических-аппаратов, ракет-носителей. В 1974 году Глазков вышел на пенсию, но продолжал работать в Президиуме Всесоюзного научно-технического общества приборостроителей. Умер 25 мая 1993 года.
Являлся автором ряда научных работ и изобретений.
Был награждён тремя орденами Ленина, орденом Октябрьской Революции и рядом медалей.
Умер в 1993 году. Похоронен на Хованском кладбище.